# Сарпи
Окръг Сарпи (на английски: Sarpy County) е окръг в щата Небраска, Съединени американски щати. Площта му е 640 km², а населението - 122 595 души (2000). Административен център е град Папилиън.